# Rhynchospora mayarensis
Rhynchospora mayarensis är en halvgräsart som beskrevs av Leon. Rhynchospora mayarensis ingår i släktet småag, och familjen halvgräs. Inga underarter finns listade i Catalogue of Life.